# 蒙特法诺
蒙特法诺（義大利語：Montefano），是意大利马尔凯大区马切拉塔省的一个市镇。总面积34平方公里，人口3607人，人口密度106.1人/平方公里（2009年）。ISTAT代码为043029。